# Evo zore, evo dana (album Dražena Zečića)
Evo zore, evo dana je drugi album pjevača Dražena Zečića.

## Popis pjesama
1. Evo zore, evo dana
2. Nezavisna država
3. Tko mi sudit može
4. Sve do Zemuna
5. Pravi Hrvat ne umire nikada
6. Evo zore, evo dana (instrumental)